# Jacques Copeau

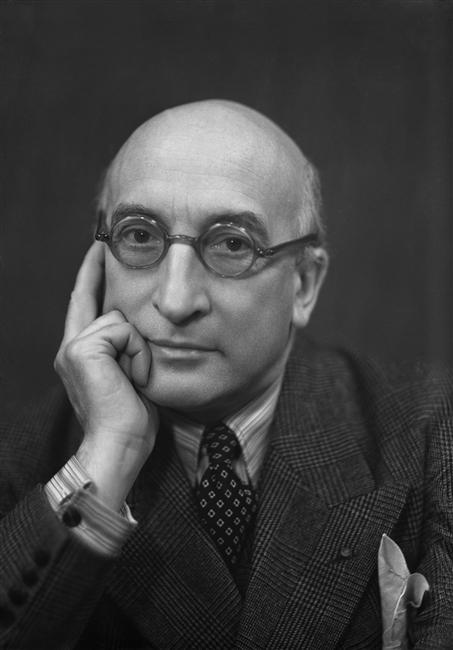
Jacques Copeau, ca 1936

Jacques Copeau, född 4 februari 1879 i Paris, död 20 oktober 1949, var en fransk skådespelare och teaterledare.
Copeau var en populär karaktärsskådespelare, men främst som teaterinstruktör och teaterledare. Han var i sin pedagogik modern och fri från stereotypa uttrycksformer. 1913-1924 ledde han Théâtre du Vieux-Colombier i Paris, och verkade senare även i USA. Åren 1940 - 41 var han ledare för Comédie Française.
Han har blivit känd för sina teorier om en folkets teater. Dessa lade han fram i Le Théatre Populaire, un document (1941). Som förebild hade han den antika teatern och medeltidsspelen. Men Copeau menade att en verkligt folklig dramatik förutsätter en ordnad meningsfylld värld. Absurdismens avspegling av en sjuk värld har ingenting med folkteater att göra hävdade han. Teatern måste få åskådaren att hoppas och att utvecklas.
Hans iscensättningar av Shakespeare- och Molière-pjäser blev internationellt kända. Han teser har haft stor betydelse för framväxten av en folklig och decentraliserad teater.